# Bellottia apoda
Bellottia apoda é uma espécie de peixe pertencente à família Bythitidae.
A autoridade científica da espécie é Giglioli, tendo sido descrita no ano de 1883.

## Portugal
Encontra-se presente em Portugal, onde é uma espécie nativa.

## Descrição
Trata-se de uma espécie marinha. Atinge os 6,5 cm de comprimento padrão nos indivíduos do sexo masculino.